# 王允之
王 允之（おう いんし、太安2年（303年）- 咸康8年10月11日（342年11月24日））は、中国の東晋の官僚・軍人。字は淵猷。本貫は琅邪郡臨沂県。

## 経歴
王舒の子として生まれた。従伯父の王敦に随従していたが、王敦の反乱計画を知って父の王舒に知らせ、王舒は王導とともに皇太子司馬紹にこれを報告した。太寧元年（323年）、王舒が荊州刺史となると、允之はその赴任に従って江陵に住んだ。太寧2年（324年）、王敦の乱が鎮圧されると、明帝（司馬紹）は允之を出仕させようとしたが、王舒が若すぎるといって断らせた。咸和2年（327年）、王舒が会稽国内史となると、允之はまた従って会稽に赴いた。
この年の末、蘇峻の乱が起こった。咸和3年（328年）、允之は父の命を受けて、揚烈将軍を代行し、将軍の徐遜や陳孺および揚烈司馬の朱燾とともに、精鋭3000を率いて、反乱軍を武康県に邀撃した。反乱軍の不意をついて、これを撃破し、数百人を斬首した。反乱軍が舟を棄てて徒歩で敗走したため、允之はその器械を鹵獲して、兵を進めて呉興郡太守の虞潭を救援した。反乱軍の韓晃が宣城を落とすと、故鄣県や長城県に転進してきた。允之は朱燾・何准らを派遣して于湖でこれを攻撃させた。虞潭が強弩で韓晃の兵を射撃すると、韓晃らは敗走し、1000人あまりを斬首し、2000人を降伏させた。虞潭はこのため呉興郡を守りきることができた。陶侃が行台を立てると、允之は都督呉郡義興晋陵三郡征討諸軍事に推挙された。咸和4年（329年）、韓晃らが南に逃走すると、允之は追撃して長塘湖で追いつき、またこれを破った。允之は反乱を討った功績により、番禺県侯に封じられ、建武将軍・銭唐県令に任じられ、司塩都尉を兼ねた。
咸和8年（333年）に父が死去すると、離職して喪に服した。葬儀を終えると、義興郡太守とされたが、喪中を理由に就任せず、従伯父の王導の説得にも応じなかった。咸和9年（334年）、宣城国内史・監揚州江西四郡諸軍事・建武将軍に任じられた。咸康元年（335年）、後趙の石虎の進攻に対処するため蕪湖に駐屯した。後に仮節・西中郎将に進んだ。ほどなく南中郎将・江州刺史に転じた。咸康8年（342年）8月、衛将軍・会稽国内史となった。10月に死去した。享年は40。諡は忠といった。
子の王晞之が後を嗣いだ。

## 逸話
- 允之は少年のころ、王敦に似ていると言われており、王敦に随従して輿に同乗し、寝所をともにするほど気に入られていた。ある夜、王敦と酒を飲んで、允之は酔って先に眠ってしまった。王敦は銭鳳と反乱計画を相談していたが、允之はすでに目が醒めており、計画の内容を聞いてしまった。允之は王敦に疑われないよう、臥所に吐いて衣の表面を汚しておいた。銭鳳が退出すると、王敦は允之の様子を見て、酔いつぶれているものと、全く疑わなかった。父の王舒が廷尉に任じられたのを機会に、允之は家に帰って親孝行したいと申し出ると、王敦はこれを許した。允之は都の建康に帰ると、王敦と銭鳳の謀議を王舒に報告し、王舒は王導とともに司馬紹にこれを報告した。
- 王恬は父の王導の喪に服していたが、その喪が明けると、豫章郡太守に任じられた。允之はこれを聞いて驚き、王恬は優遇されるべきで、遠郡に出るべきではないと言い、自ら江州刺史の解任を申し出て、庾冰にこのことを訴えた。庾冰は恥じ入って、王恬を呉郡太守とし、允之を衛将軍・会稽国内史とした。

## 伝記資料
- 『晋書』巻76 列伝第46